# I-25 (подводная лодка)
I-25 (伊型第二十五潜水艦 (яп.  Иго дайнидзюго сэнсуйкан)) — подводная лодка ВМС Императорской Японии, шестой корабль типа I-15, относилась к подводным авиаразведчикам I ранга. С началом боевых действий по оперативному плану Гавайи вела разведку в ходе удара по Тихоокеанскому Флоту США. В 1942 г. принимал участие в реализации оперативного плана Алеуты, вела авиаразведку сил противника в военных портах Австралии и Новой Зеландии. Известна авианалётами на территорию штата Орегон в 1942 году и потоплением советской подводной лодки Л-16. Уничтожена лёгкими силами ВМС США в ходе боевого выхода к архипелагу Фиджи в 1943 году.

## Постройка
Заказ на постройку шестого корпуса проекта S37 принят в рамках Плана военного кораблестроения № 3 1937 г. Авиаразведчик заложен в начале 1939 года на гражданском судостроительном заводе Мицубиси-Кобэ. Корпус спущен на воду летом 1940 г. (командир достроечного и строевого экипажа капитан 2 ранга А. Тагами, старпом лейтенант Т. Цукудо). После достройки к осени 1941 г. ПЛ I ранга I-24-25 приписаны к IV дивизиону ДПЛ № 1 Флота № 6 ВМС (округ приписки Иокосука, до 1940 г. дивизион II ранга). 31.10.1941 г. I-25 прибыла в округ Йокосука для подготовки к боевой службе. 7.11.1941 г. на стоянке в з. Сукумо авиаБЧ получила авиатехнику (Yokosuka E14Y) и личный состав (командир экипажа/летнаб мичмана Н. Фудзита и Д. Окуда).

## Служба

### Удар по Тихоокеанскому Флоту США
21.11.1941 г. IV дпл (I-24-25) вышел из округа Йокосука. 5.12.1941 г. в светлое время суток на норд-вест от о. Оаху I-25 была обнаружена МРАЭ дальних разведчиков ВМС США, и ушла на глубину. 8.12.1941 г. по оперативному плану Гавайи I-25 дислоцировалась к норд-осту от о. Оаху, фиксируя многочисленные взрывы в военном порту Перл-Харбор. 9.12.1941 г. К-6 из надводного положения в темное время суток обнаружила авианосец «Лексингтон» под охранением тяжелого крейсерского дивизиона на ост-норд-ост от о. Оаху, куда была направлена I-25. в 04:15 I-25 подверглась удару авиации ПЛО ВМС США и ушла на глубину, но через полчаса вновь подверглась бомбовому удару на перископной глубине. 11.12.1941 г. в штормовых условиях получила многочисленные накрытия волной в надводном положении, которые разбили смотровые окна надстройки (пострадали 4 чел. сигнальной вахты). После отхода АФЛ № 1 ВМС, IV дпл с еще двумя дивизионами выдвинулся к западному побережью США, где I-25 несла дежурство в устье р. Колумбия..
В соответствии с оперативным планом, с 14.12.1941 г. I-25 вела борьбу с судоходством США в устье р. Колумбия. Утром 18.12.1941 г. в 10 милях на вест от устья I-25 из надводного положения вышла в торпедную атаку на танкер Сент-Клер (8 тыс. т) с правого борта на носовых углах. Сигнальная вахта визуально фиксировала взрыв на удалении, однако позже попадание не было подтверждено. 19.12.1941 г. в подводном положении акустическая вахта зафиксировала удары по корпусу, общекорабельная — дифферент на нос. После всплытия выяснилось нарушение герметичности авиаангара и болтанка в воде разобранного СПЛ. С 22.12.1941 г. I-25 патрулировала у берегов Калифорнии. 1.1.1942 г. в ста милях на вест-зюйд-вест от о. Оаху I-25 вышла на перехват авианосной группы ВМС США по данным К-3. Ранним утром 3.1.1942 г. ПЛО ВМС США обнаружила I-25, ПЛ ушла на глубину. Утром 4.1.1942 г. тройка морских дальних разведчиков PBY вновь фиксировала I-25 в море. Вечером 6.1.1942 г. перископная вахта фиксировала на удалении ходовые огни.
Вечером 8.1.1942 г. на зюйд-вест от о. Джонстон 11°39′ с. ш. 177°32′ з. д. из подводного положения акустическая вахта зафиксировала шумы винтов авианосной группы противника. С удаления 2,5 км I-25 произвела торпедную атаку четырьмя торпедами (акустическая вахта зафиксировала четыре взрыва). ПЛ не смогла всплыть для контроля результатов в присутствии ордера охранения, но в бортовом журнале была сделана запись о потоплении цели — авианосца. После сеанса радиосвязи со штабом Флота № 6 потопление АВ ВМС США было заявлено в официальном коммюнике Ставки Императорской Японии (предполагалось потопление АВ № 1 Лэнгли ВМС США).. 11.1.1942 г. I-25 зашла на арх. Маршалловых о-вов (ат. Кваджалейн) с повреждениями авиаангара. При попытке отдраить заклиненный люк два члена экипажа получили черепно-мозговые травмы (один скончался). После авианалета на ат. Кваджалейн 1.2.1942 г. I-25 безрезультатно выходила в море на перехват авианосных групп ВМС США.

### Авиаразведка Австралии и Н. Зеландии
5.2.1942 г. I-25 вышла с арх. Маршалловых островов (ат. Кваджалейн) на разведку военных портов Австралии и Н. Зеландия (Сидней, Мельбурн и Хобарт, Веллингтон и Окленд). 13.3.1942 г. в п. Сидней авиаразведка обнаружила дивизион военных транспортов. В тот же день через час после подъема Yokosuka E14Y на курсе сближения вахта обнаружила на удалении военный транспорт Дерримор ВМС Великобритании (10 тыс. т, цель ушла до развертывания АУ ГК в боевое положение). Ведя преследование транспорта после приёма Yokosuka E14Y, I-25 догонным курсом произвела надводную атаку четырьмя торпедами в т. 05°18′ ю. ш. 166°20′ в. д. и отошла на 190 км на зюйд-ост (сигнальная вахта зафиксировала два взрыва, транспорт посчитан уничтоженным). 16.2.1942 г. I-25 обнаружила ещё один военный транспорт (20 тыс. т) под охранением тяжёлого крейсера. Охранение предположительно обнаружило лодку, отвернув в её сторону, и I-25 ушла на глубину. Позже из надводного положения был поднят Yokosuka E14Y, но цель повторно обнаружить не удалось. 18.2.1942 г. I-25 находилась в 740 км к юго-востоку от п. Сидней. На рассвете 17.2.1942 г. авиаразведка обнаружила в порту свыше двадцати военных кораблей, в том числе дивизионы лёгких крейсеров и ПЛ и пару эсминцев, после чего в половине восьмого утра ходом до 14 уз. I-25 отошла на зюйд и выдвинулась в район военного порта Мельбурн. Там на рассвете 26.2.1942 г. авиаразведка отметила присутствие тяжёлого крейсера, лёгкой крейсерской дивизии и до двадцати военных транспортов. На перехват СПЛ была поднята пара ИА и объявлена тревога по береговым батареям ВМС Австралии.
До 1.3.1942 г. была проведена авиаразведка пр. Басса, северной части арх. Тасмании (о. Кинг), портов Филип и Хобарт. В п. Хобарт авиаразведка обнаружила дивизион военных транспортов, после чего разведчик вышел к Н. Зеландии. На переходе вечером 6.3.1942 г. I-25 фиксировала в море одиночный военный транспорт. 8-17.3.1942 г. I-25 провела авиаразведку военных портов Веллингтон и Окленд. Авиаразведка военного порта Веллингтон 7.3.1942 г. не состоялась (катапультный пуск отменен по штормовым условиям). Ночью 8.3.1942 г. СПЛ взлетел с воды в таких же условиях, после чего был сигнальной вахтой был обнаружен в море военный транспорт (6 тыс. т). К вечеру 12.3.1942 г. на NO от Большого барьерного рифа I-25 была обнаружена парой охотников ПЛО, однако смогла оторваться от преследования. На рассвете 19.3.1942 г. на арх. Фиджи (п. Сува) авиаразведка обнаружила лёгкий крейсер и дивизион транспортов (Yokosuka E14Y засечён береговой ПВО). Днём 22.3.1942 г. I-25 обнаружила в море тяжёлый крейсер курсом на норд, но не смогла преследовать скоростную цель. 23.3.1942 г. по штормовым условиям сорвалась авиаразведка В. Самоа (п. Паго-Паго был визуально обследован в перископ). 30.3.1942 г. I-25 прибыла на 31.3.1942 г. корабль вернулся на арх. Маршалловых островов (ат. Кваджалейн), откуда через арх. Микронезии (ПМТО ВМС Трук) вышел в метрополию. С 4.4.1942 г. корабль встал на средний ремонт в сухом доке № 5 округа Йокосука, где 18.4.1942 г. попал под авианалет США на Токио.

### Оперативный план Алеуты
После среднего ремонта 11 мая 1942 года I-25 вышла из округа Йокосука по оперативному плану Алеуты. 27 мая 1942 года перед поднятием СПЛ у берегов Алеутской гряды с целью разведки о. Кыска (военный порт Датч) была обнаружена крейсерскими силами ВМС США. При попытке подъема СПЛ катапульта не сработала, был приготовлен к бою артдивизион, но противник прошёл в море на удалении 2 км, не обнаружив ПЛ. После ремонта катапульта авиаразведка военного порта Датч показала дивизион крейсеров, два дивизиона лёгких сил и до шести транспортов. Район патрулировала пара ЭМ ПЛО, но приняв СПЛ, I-25 срочно ушла на глубину. 29.5. 1942 г. в 700 милях от п. Сиэтл I-25 кратковременно фиксировала военный транспорт под охранением крейсера. Для доразведки был поднят СПЛ, однако плотная облачность помешала обнаружить и догнать цель. 2.6.1942 г. I-25 подошла в район п. Сиэтл, где 5.6.1942 г. обнаружила выходящий из порта военный транспорт (12 тыс. т) и провела безрезультатную атаку двумя торпедами. 14.6.1942 г. корабль выдвинулся на норд в район ш. Орегон.
21.6.1942 г. I-25 вышла на позицию атаки по военному транспорту Камосун ВМС Великобритании (7 тыс. т), который с повреждениями ушел в б. Ниа (ш. Вашингтон). По тревоге в море вышел корвет Квеснел ВМС Канады, который не смог обнаружить I-25. 22.6.1942 г. в районе н.п. Астория (ш. Орегон) артдивизион I-25 обстрелял укрепрайон Сухопутных войск США Стивенс (17 снарядов ГК 5,5 дм) и н.п. Астория (снаряды цели не достигли). В ходе внезапного обстрела в укрепрайоне Стивенс началась паника личного состава. Береговая батарея была поднята по тревоге, но ответный огонь открыт не был. Артобстрелом повреждены спортивное поле и кабели связи, потери личного состава составили одного раненного осколком.. Данный артналет явился первым и последним нападением на континентальную военную базу США за более чем столетний период. После отхода от побережья I-25 была обнаружена учебным экипажем ПЛО, который навёл на лодку бомбардировщик 309-й БАЭ Сухопутных войск США, который нанес по I-25 в море авиаудар (ПЛ ушла на глубину). 27-30.6 I-25 вела разведку к зюйду от п. Датч, откуда 1-7.7. перешла в округ Йокосука. 10.8. передана в состав II дпл.

### Авианалеты на метрополию США

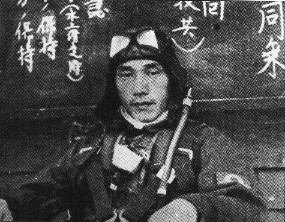
Ком. авиаБЧ I-25 мичман Н. Фудзита
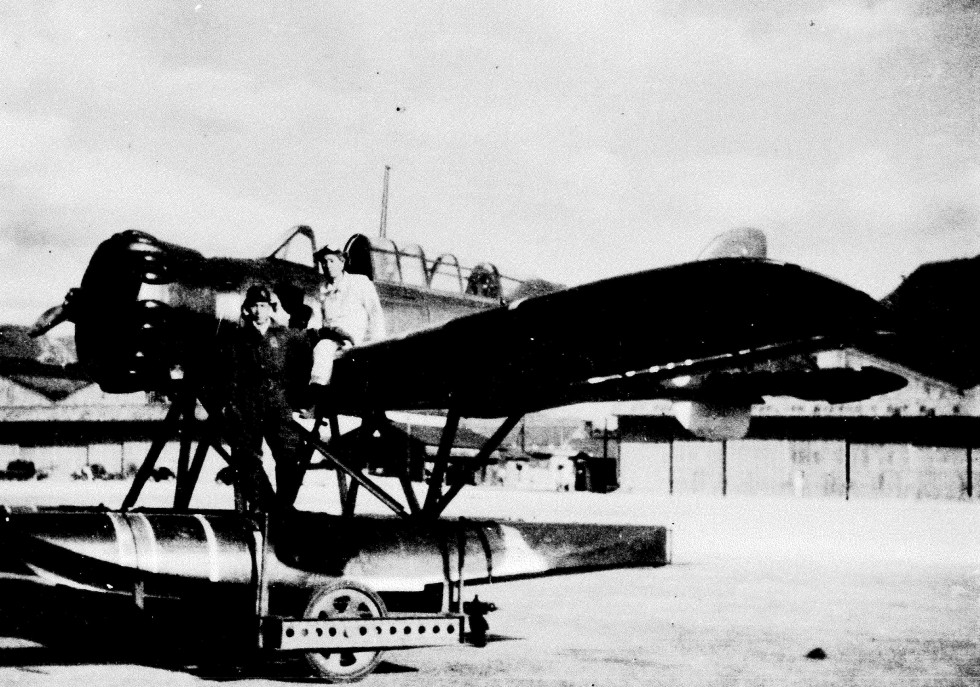
СПЛ-0 авиаБЧ I-25

В сентябре 1942 г. I-25 вышла к побережью ш. Орегон для ответного авианалета на метрополию США после авианалета США на Токио.. Для выполнения операции I-25 была передана в подчинение штаба Флота № 6 ВМС. Удар планировал сотрудник оперативного отдела ГлШ ВМС, ранее служивший в консульстве Японии в г. Сиэтл. 15.8.1942 г. I-25 из округа Йокосука совершила двухнедельных переход к побережью ш. Орегон.4.9.1942 г. в темное время суток I-25 из надводного положения вышла в торпедную атаку на транспорт (акустическая вахта фиксировала подводный взрыв).
7.9.1942 г. артналёт на побережье ш. Орегон был отложен по штормовым условиям. На рассвете 9.9.1942 г. в районе горного массива Голубых гор был поднят СПЛ, который сбросил пару ОЗАБ-76 на лесной массив. С лесничества на г. Эмили наблюдали неопознанный самолёт и поднимавшийся из лесного массива столб белого дыма, однако пожар потух из-за шедшего накануне дождя... позже в массиве была обнаружена неразорвавшаяся ОЗАБ-76 с японской маркировкой. 10.9.1942 г. I-25 в море попала под авиаудар одиночный бомбардировщик 390-й БАЭ Сухопутных войск США (до семи ОФАБ-150). От трех попаданий в корпус была частично затоплена прочная рубка (радиопост) и повреждены окна внешних антенн в надстройке.. 29.9.1942 г. I-25 вторично поднимала Yokosuka E14Y для бомбардировки лесных массивов, отмечая в оптику возникшие на берегу пожары.. Вечером 29.9.1942 г., ориентируясь по береговому маяку, СПЛ провел два бомбовых удара по берегу (одна ОЗАБ-76 не взорвалась, одна погасла). 30.9.1942 г. вылет был отменен по плохой видимости на морем.

### Уничтожение ПЛ ВМФ СССР
11.11.1942 г. в 1300 км от побережья штата Вашингтон были обнаружены ПЛ Л-15 и Л-16 ВМФ СССР из Владивостока в Панамский канал через Уналашку и Сан-Франциско (на борту Л-16 находился офицер связи ВМС США С. А. Михайлов). I-25 атаковала Л-16 двумя торпедами, которая ушла на дно за 20 секунд (экипаж погиб). Капитан 3 ранга А. Тагами ошибочно принял цели за ПЛ ВМС США, а о его успехе сообщило Токийское радио, однако о принадлежности погибших кораблей к ВМФ СССР не сообщалось, хотя ВМС США опровергли информацию о потерях.

## Гибель
23.7.1943 г. авиаразведка архипелага Новые Гебриды (остров Св. Духа) выявила там тяжёлый крейсерский дивизион. 25.7.1943 г. I-25 с командиром II дпл (капитан 1 ранга Т. Миядзаки) на борту вышла с архипелага Микронезии (ПМТО ВМС Трук) к Новым Гебридам. По данным ВМС США, 25.7.1943 г. в районе архипелага I-25 столкнулась с идущим от Соломоновых островов транспортным дивизионом США под охранением эсминца USS Patterson № 392. Вахта РЛС обнаружила I-25 в море в надводном положении — на дистанции около 4 км ПЛ ушла в подводное положение, однако эсминец продолжал ведение цели шумопеленгаторами. В районе острова Хиу (13°10′ ю. ш. 165°27′ в. д.) охранение нанесло по I-25 удар глубинными бомбами. ПЛ была уничтожена, погибли до ста человек экипажа, включая командира и комдива. 24.10.1943 г. была подтверждена гибель корабля, экипажа и командования II дпл, 1.12.1943 г. I-25 была исключена из строевых списков ВМС..
Всего в ходе боевых служб 1941-43 гг. I-25 подтвержденно уничтожила 4 ед. военных транспортов (26 тыс. т) и один (7 тыс. т) повредила.

## Командиры корабля[21]

### В достройке
- капитан 3 ранга А. Тагами — весна-осень 1941 г.

### Строевые
- капитан 2 ранга А. Тагами — с осени 1941 г.
- капитан 2 ранга К. Кобика — с 15.7.-25.8. 1943 г. (погиб вместе с кораблем)